# فرانك كيهو
فرانك كيهو (بالإنجليزية: Frank Kehoe)‏ هو لاعب كرة الماء أمريكي، ولد في القرن التاسع عشر، وتوفي في القرن العشرين.

## وصلات خارجية
- فرانك كيهو على موقع اللجنة الأولمبية الدولية (الإنجليزية)
- فرانك كيهو على موقع أوليمبيديا (الإنجليزية)